# Stotterbremse

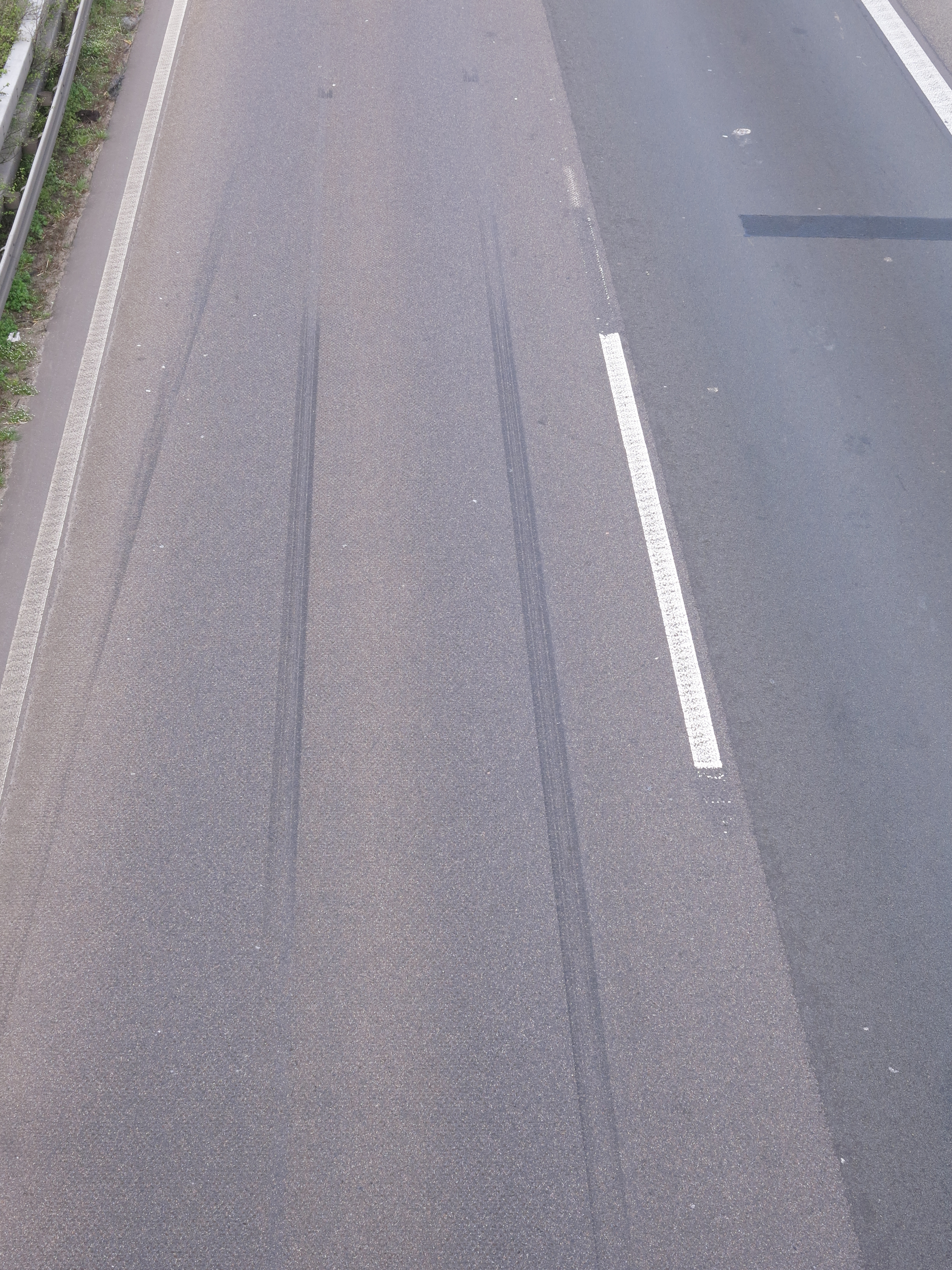
Spurzeichnung, hervorgerufen durch Vollbremsung ohne manuelle/mechatronische Stotterbremse

Mit Stotterbremse wird schnell wiederholtes kurzes Betätigen und Lösen der Betriebsbremse beim Kraftfahrzeug bezeichnet. Vor der Einführung des Antiblockiersystems hatte die Stotterbremse eine besondere Bedeutung. Die Lenkfähigkeit konnte so bei einer Bremsung auf Eis und Schnee weitgehend aufrechterhalten werden.

## Geschichte
Für die Führerscheinausbildung wurde 1958 in den Richtlinien zur Fahrlehrerausbildung erstmals das „Verhalten bei Notbremsungen, insbesondere Vermeidung des Blockierens der Räder und Verhalten beim Blockieren der Räder“, aufgeführt.
Die Empfehlung zur Stotterbremse kam in den 1960er-Jahren vom ADAC. Danach sollten bei einer Notbremsung die Räder durch kräftigen Tritt in den Blockierbereich gebracht und anschließend die Bremskraft gelöst werden, um die Lenkfähigkeit beizubehalten. Bei einer Gefahrbremsung sah die amtliche Führerscheinprüfung jedoch vor, „nur so stark zu bremsen, daß die Räder möglichst nicht blockieren, und zwar weder bei glatter noch bei trockener Fahrbahn.“
Erst in den 1970er-Jahren kam die Stotterbremse als Bremswegverlängerer in die Kritik. Rauno Aaltonen sprach in diesem Zusammenhang von der „Mär vom Stottern“.

„Die zwischen Bremsen und Nichtbremsen liegenden Rollphasen des Autos verlängern den Bremsweg […], beim Lösen der Bremse wird einfach zu viel Bremsweg verschenkt.“

Während der Autofahrer in einer Normalsituation maximal zweimal in einer Sekunde die Bremse zu drücken und lösen vermag, zeigten Rallyefahrer wie Rauno Aaltonen, dass dies bis zu sechsmal in einer Sekunde möglich ist.
Bei Gefahrsituationen scheiterte die Methode der Stotterbremse jedoch an der „mangelnden Übung“ der Normalfahrer.

„Wenn es zu einer Notbremsung kommt, steht der Fahrer unter außergewöhnlichem Stress. Er tritt auf das Bremspedal und ist zu keiner anderen Reaktion mehr fähig.“

Ab 1978 wurden Antiblockiersysteme (ABS), „automatische Stotterbremsen“, in die Serien eingeführt. Seit Juli 2004 sind alle in Deutschland neu zugelassenen Pkw serienmäßig mit ABS ausgestattet; die Stotterbremse mit dem Fuß wird bei diesen Fahrzeugen in jedem Falle sinnlos. Die Elektronik kann den Steilabfall der Radumfangsgeschwindigkeit kurz vor dem Blockieren des Rades wesentlich schneller erkennen und präziser korrigieren als ein Mensch.
Das Verkehrsrecht verwendete den Begriff Stotterbremse in einem Urteil des Oberlandesgerichts Hamm (6 U 167/90) auch in anderer Bedeutung. Rechtsabbiegen in ein Grundstück müsse in dem gegebenen Fall außer mit dem Blinker auch durch mehrmaliges Antippen der Bremse („Stotterbremse“) angezeigt werden, heißt es darin.